# Неутралност
Неутралност је реч која значи незаузимање било чије стране у неком сукобу, спору и слично.
Неутралност је нешто што се тражи од судија.
Неутралност може да прогласи нека држава у чијем се суседству одвијају ратне операције (нпр. Швајцарска у Другом светском рату).